# Giulio della Rovere
Giulio Feltrio  (o  Feltre ) Della Rovere  (Urbino, 5 de abril de (circa) 1535 - Fossombrone, 3 de septiembre de 1578), fue un prelado italiano. 

## Vida
Nacido en el seno de la noble familia Della Rovere, fue el último hijo de los duques de Urbino Francesco Maria della Rovere y Eleonora Gonzaga.
Huérfano de padre desde los tres años de edad, cuando en 1547 se firmaron las capitulaciones prematrimoniales entre su hermano mayor Guidobaldo y Vittoria Farnese, que era nieta del papa Paulo III, se acordó entre ambas familias que Giulio sería creado cardenal.  
Lo fue con doce años en el consistorio de julio de 1547, reservado in pectore hasta su proclamación en enero de 1548, recibiendo el título de San Pietro in Vincoli. 
A lo largo de su carrera eclesiástica fue abad in commendam de San Víctor de Marsella (desde 1548), obispo de Urbino (1548-51) y legado en Perugia y Umbría (1548-55), en cuyo desempeño, dada su juventud, estuvo asistido por el arzobispo de Ragusa Giovanni Angelo de' Medici.  
Administrador apostólico de Novara (1551-52), obispo de Vicenza (1560-66), arzobispo de Rávena (desde 1566), cardenal obispo de Albano (1570), Sabina (1570) y Palestrina (1573), protector del Santuario de la Santa Casa (desde 1573), participante en los cónclaves en que fueron elegidos papas Julio III, Marcelo II, Paulo IV, Pío IV, Pío V y Gregorio XIII y nuevamente arzobispo de Urbino (1578).
Fallecido con cerca de 43 años de edad, fue sepultado en el monasterio de Santa Chiara de Urbino.

### Hijos
Tuvo tres hijos naturales:
- María, muerta en la infancia.
- Ippolito, que fue marqués de San Lorenzo in Campo.
- Giuliano, que fue prior de Corinaldo y abad de San Lorenzo.

Los dos varones fueron posteriormente legitimados por Pío V.